# Pharaphodius birmanicus
Pharaphodius birmanicus är en skalbaggsart som beskrevs av Rudolph Petrovitz 1965. Pharaphodius birmanicus ingår i släktet Pharaphodius och familjen Aphodiidae. Inga underarter finns listade i Catalogue of Life.